# Höningen
Höningen är en sjö i Arvika kommun och Säffle kommun i Värmland och ingår i Göta älvs huvudavrinningsområde. Sjön har en area på 0,233 kvadratkilometer och ligger 143,4 meter över havet.

## Delavrinningsområde
Höningen ingår i det delavrinningsområde (659145-132626) som SMHI kallar för Rinner till Utloppet av Glafsfjorden. Medelhöjden är 142 meter över havet och ytan är 15,33 kvadratkilometer. Det finns inga avrinningsområden uppströms utan avrinningsområdet är högsta punkten. Byälven (Kölaälven) som avvattnar avrinningsområdet har biflödesordning 2, vilket innebär att vattnet flödar genom totalt 2 vattendrag innan det når havet efter 228 kilometer. Avrinningsområdet består mestadels av skog (51 procent). Avrinningsområdet har 101,88 kvadratkilometer vattenytor vilket ger det en sjöprocent på 30,4 procent. Bebyggelsen i området täcker en yta av 7,56 kvadratkilometer eller 2 procent av avrinningsområdet.